# Anlagemünze
Eine Anlagemünze (auch Bullionmünze zu englisch bullion ‚ungemünztes Gold oder Silber; Barren‘) ist in der Numismatik und im Finanzwesen eine Münze aus Edelmetall, die in erster Linie für Anleger als Geldanlage gedacht ist. Sie kann auch als Sammlerobjekt oder Spekulanten als Spekulationsobjekt dienen.

## Allgemeines
Anders als die klassischen Finanzprodukte der Kreditinstitute (Nominalwerte wie etwa Spareinlagen oder Anleihen) gehören Anlagemünzen zu den Sachwerten, die einen Metallwert verkörpern. Sachwerte können vor der Inflation schützen, weil sie nach aktuellen Marktwerten gehandelt werden. Je nach den in Anlagemünzen hauptsächlich enthaltenen Edelmetallen unterscheidet man Gold-, Silber- und seltener Platin- und Palladiummünzen. Sie heißen Anlagemünzen, weil ihr Hauptzweck die Geldanlage ist. Insbesondere Gold- und Silbermünzen werden oft in hohen Auflagen geprägt.
Anlagemünzen werden aus den Edelmetallen Gold, Silber, Platin oder Palladium mit einem hohen Feingehalt hergestellt. Wesentliches Merkmal ist, außer einem überwiegend gleichbleibenden Erscheinungsbild, dass der Aufschlag auf den Metallwert, mit dem sie verkauft werden, nur gering ist. Er resultiert lediglich aus den Kosten für die Prägung der Münzen, die teurer als das Gießen von Barren ist, sowie deren Vertrieb.
Im Gegensatz dazu steht bei Sammlermünzen der Sammlerwert im Vordergrund, der wesentlich höher als der reine Materialwert sein kann.
Nicht verwechselt werden sollten die werthaltigen Bullionmünzen mit den wertminderen Billonmünzen.

## Beschreibung

Anlagemünzen aus Silber mit Nennwert in Euro + US-Dollar

Die meisten Anlagemünzen tragen, neben den Bildmotiven, die Nennwertangabe einer Währung, häufig auch noch eine Gewichts- und eine Feinheitsangabe. Die Währungsnennwertangabe ist zum Ausgabezeitpunkt stets deutlich niedriger als der Edelmetallwert der Münze nach aktuellem Börsenkurs. Die aufgeprägte Nennwertangabe weist die Münze als „von offizieller Stelle ausgegeben“ aus, da nur staatlich autorisierte Prägestellen berechtigt sind, eine Währungsangabe auf die Münze zu prägen, womit gleichzeitig eine Abgrenzung zu den Medaillen gegeben ist. Damit sind sie in der Regel auch gesetzliches Zahlungsmittel. Sie werden aber im allgemeinen Zahlungsverkehr nicht zum aufgeprägten Nennwert verwendet, da der Edelmetallwert normalerweise deutlich höher liegt.
Eine Variante der Anlagemünze ist der Münzbarren, bei dem es sich rein optisch um einen Barren handelt, steuerlich indes um eine Münze.
Bei den Anlagemünzen lassen sich zwei Arten unterscheiden: Einmal sind das die modernen Nachprägungen ehemaliger Kurantmünzen mit ihren alten Währungsnominalbezeichnungen, die meist auch mit den alten Jahreszahlen nachgeprägt wurden, und zum anderen moderne Münzneuschöpfungen.
Beispiele
- Historische Nachprägung: 100 österreichische Goldkronen 1915 = 30,4875 g Feingewicht
- Moderne Neuschöpfung: „Wiener Philharmoniker“ = 100 € = 31,1035 g Feingewicht (1 Unze)

Beide Anlagemünztypen werden zu täglich aktualisierten Schalterkursen (die sich am Kurs des jeweiligen Edelmetalls orientieren) in Banken und im Edelmetallhandel verkauft. Gebräuchliche moderne Stückelungen sind 1⁄10, ¼, ½ und 1 Unze sowie die größeren Ausführungen zu 2, 5, 10 Unzen und 1 kg.
Was die Motive betrifft, spaltet sich der Markt in zwei Lager: Sammler von Münzen sind an unterschiedlichen Varianten interessiert, diese Gruppe wird durch viele Prägestätten bedient, welche jährlich wechselnde Bildmotive anbieten, um eine erweiterte Nachfrage zu erreichen. Aus Sicht der reinen Edelmetallanlage ist dies eher hinderlich, da der Bekanntheitsgrad und Wiedererkennungswert drastisch sinkt. Anleger, die ihr Vermögen für den Fall einer Währungskrise absichern wollen, sollten daher Gold- und Silbermünzen bevorzugen, deren Bildmotive seit dem ersten Prägejahr gleich geblieben sind. Bei den Goldmünzen sind das bspw. Krugerrand, Maple Leaf, Wiener Philharmoniker und American Gold Eagle, bei den Silbermünzen z. B. Maple Leaf und American Silver Eagle und seit 2008 auch der Wiener Philharmoniker. Ein Kompromiss sind Sonderauflagen bewährter Standardmünzen mit unterschiedlichen Münzzeichen, kleinen Beizeichen, farbigen Applikationen, Hologrammen etc. die den Wiedererkennungswert nicht beeinträchtigen, aber den Seltenheitswert erhöhen.

## Bedeutende Anlagemünzen in Gold
| Staat                  | Bezeichnung der Anlagemünze | Feingehalt  | Zeitraum der Prägung |
| ---------------------- | --------------------------- | ----------- | -------------------- |
| Schweiz                | Goldvreneli                 | .9000       | 1897 bis 1949        |
| Südafrika              | Krugerrand                  | .9167       | seit 1967            |
| Vereinigte Staaten     | American Gold Eagle         | .9167       | seit 1907            |
| Kanada                 | Gold Maple Leaf             | u. a. .9999 | seit 1979            |
| Australien             | Nugget                      | .9999       | seit 1986            |
| Vereinigtes Königreich | Britannia                   | u. a. .9999 | seit 1987            |
| Österreich             | Wiener Philharmoniker       | .9999       | seit 1989            |
| Russland               | Tscherwonez                 | u. a. .9000 | 1923–1925, 1975–1982 |

Anlagegoldmünzen, die nach der Richtlinie 2006/112/EG des Europäischen Rats gelistet sind
American Buffalo |
American Gold Eagle |
Andorra Eagle |
Britannia |
Cook Islands |
Dukat (Nachprägung) |
Goldmark |
Goldvreneli |
Helvetia |
Känguru |
Krugerrand |
Libertad |
Lunar |
Maple Leaf |
Orzeł bielik |
Panda |
Sovereign |
Tscherwonez |
US Dollar Eagle |
Wiener Philharmoniker

## Bedeutende Anlagemünzen in Silber
Andorra Eagle |
Arche Noah |
Britannia |
Canadian Wildlife |
Cook-Islands-Münze |
Cook-Islands-Münzbarren |
Cook-Islands-Münztafel |
Känguru |
Koala |
Kookaburra |
Krugerrand |
Libertad |
Lunar |
Maple Leaf |
Panda |
Silver Eagle |
Wiener Philharmoniker

## Bedeutende Anlagemünzen in Platin
American Platinum Eagle |
Britannia |
Cook Islands |
Känguru |
Koala |
Maple Leaf |
Panda |
Platin Noble |
Platypus |
Wiener Philharmoniker
Seit Februar 2016 bietet die Münze Österreich auch eine Platinmünze an, den Philharmoniker mit einem Reinheitsgrad von 999,5 Pt und einer Unze Feingewicht. Der Nennwert beträgt 100 Euro. Weiters gibt es diese Münze mit einer Stückelung von 1/25 Unze (entspricht 1,24 g) und einem Nennwert von vier Euro.

## Anlagemünzen in Palladium
Ballerina |
Cook Islands Bounty |
Emu |
Maple Leaf |
Panda
Der Markt für Anlagemünzen aus Palladium ist sehr klein und durch starke Abhängigkeit vom Industriebedarf auch volatil. Bedient wird er seit 1989 unregelmäßig mit Münzen einiger weniger Länder wie Russland (Ballerina), China (Panda) und Australien (Emu). Bis auf die Ballerinas wurden alle Münzen in Auflagen deutlich unterhalb von 10.000 Stück geprägt. Die Münzen werden daher in der Regel nicht in der Nähe des Metallpreises (zzgl. MwSt.) gehandelt, sondern teilweise sehr viel darüber.
Erst die Palladium-Versionen des Maple Leafs (seit 2005) und der Cook Islands Bounty (seit 2009) sind durch ihre hohen Auflagen und ihr schlichtes jährlich gleichbleibendes Motiv eindeutig nicht an den Sammlermarkt adressiert.

## Geldanlage- und Sammlerobjekte
Edelmetalle erfreuen sich wegen ihrer historisch gewachsenen Wertschätzung und ihrer relativen Knappheit großer Beliebtheit. Die Reichweite ist im Gegensatz zu anderen Rohstoffen relativ kurz (Gold 16,1 Jahre, Silber 18,9 Jahre; Erdöl 54 Jahre, Erdgas 51 Jahre). Dies führt auf den Edelmetallmärkten tendenziell zu Preissteigerungen, so dass bei langfristiger Anlagestrategie nicht mit Wertminderungen zu rechnen ist. Die Numismatik betrachtet Anlagemünzen auch als Sammlerobjekt, das nach verschiedenen Motiven wie in der Philatelie geordnet werden kann (Denomination, Persönlichkeiten, Tierwelt, Pflanzenwelt, Technik, Bauwerke usw.).

## Spekulationsobjekte
Der aktuelle Kurswert von Anlagemünzen richtet sich überwiegend nach dem Marktpreis des in ihnen enthaltenen Edelmetalls, also dem Goldpreis, Silberpreis oder dem Preis für Palladium oder Platin. Diese Preise unterliegen Wertschwankungen, die auch durch Spekulation ausgenutzt werden können. Langfristig sind Wertsteigerungen wegen der relativ geringen Reichweite und der damit verbundenen natürlichen Knappheit zu erwarten, die zu einem Spekulationsgewinn führen können. Wegen der geringen Markttransparenz ist unter Umständen auch Arbitrage möglich. Dem Spekulanten oder Arbitrageur ist jedoch nicht an den Münzen gelegen, sondern er interessiert sich lediglich für mögliche Gewinnchancen.

## Besteuerung
Die generelle Umsatzsteuerpflicht für Anlagemünzen wurde im Rahmen der Harmonisierung der Umsatzsteuer durch die Richtlinie 77/388/EWG vom 17. Mai 1977 zur Harmonisierung der Rechtsvorschriften der Mitgliedstaaten über die Umsatzsteuern im Juni 1977 eingeführt. Eine münzspezifische Änderung erfolgte im Oktober 1998 durch Art. 26b Buchstabe A Ziffer ii der Richtlinie 98/80/EG vom 12. Oktober 1998 zur Ergänzung des gemeinsamen Mehrwertsteuersystems und zur Änderung der Richtlinie 77/388/EWG - Sonderregelung für Anlagegold, durch den Anlagegold von der Mehrwertsteuer befreit wurde. Anlagegold sind Goldmünzen und Goldbarren, nicht jedoch Schmuck. Alle übrigen Münzen sind voll mehrwertsteuerpflichtig. Die Mehrwertsteuer fällt an beim Kauf durch Anleger bei Kreditinstituten oder dem gewerblichen Münzhandel, nicht jedoch beim Verkauf, sofern der Anleger nicht als Unternehmer gilt.
Gemäß der Richtlinie 98/80/EG des Rates vom 12. Oktober 1998, Liste der von der Umsatzsteuer befreiten Anlagemünzen gemäß Art. 26b Buchstabe A Ziffer ii können Goldmünzen von der Umsatzsteuer befreit werden. Diese Befreiung gilt jedoch nur für Goldmünzen und nur unter bestimmten Voraussetzungen. Die Münze muss:
- nach dem Jahr 1800 geprägt sein und
- einen Feingehalt von mindestens 900/1000 aufweisen und
- im Herkunftsland gesetzliches Zahlungsmittel sein oder gewesen sein und
- der übliche Verkaufspreis darf den Offenmarktwert ihres Goldgehalts nicht mehr als 80 % übersteigen.

Eine Liste der Münzen, welche die Kriterien erfüllen, wird jährlich im Amtsblatt der Europäischen Union veröffentlicht. In Deutschland sind gemäß § 25c UStG alle Goldmünzen, die die oben genannten vier Kriterien erfüllen, von der Umsatzsteuer befreit.
Der Kauf von Palladium- und Platinmünzen ist in Deutschland voll mehrwertsteuerpflichtig. Für die meisten Silbermünzen galt bis zum 31. Dezember 2013 der ermäßigte Steuersatz von 7 %. Seither sind mit der Anpassung an Europäisches Recht 19 % Mehrwertsteuer fällig geworden. Davon ausgenommen sind Silbermünzen aus dem Nicht-EU-Ausland, sofern diese im Einzelfall der Differenzbesteuerung unterliegen.

## Wirtschaftliche Aspekte
Wie alle Sachwerte bieten auch Anlagemünzen Schutz vor Vermögensverlust durch Inflation und sind deshalb von Schwankungen des Geldwerts relativ unabhängig. Ein wesentlicher Nachteil besteht darin, dass Anlagemünzen keinen Kapitalertrag (Sparzinsen, Dividenden, Habenzinsen) erbringen. Dieser Nachteil wird für renditebewusste Anleger im Hochzinsniveau besonders gravierend, so dass die Geldanlage in Anlagemünzen (gedachte) so genannte Opportunitätskosten gegenüber einer alternativen verzinslichen Geldanlage in Anleihen verursacht. Verfolgt der Anleger jedoch primär eine auf Vermögenssicherung beruhende Anlagestrategie, spielen fehlende Kapitalerträge keine Rolle.